# Anthologia Graeca
De Anthologia Graeca (Latijn voor Griekse Anthologie) is een bloemlezing van ruim 4.000 Griekse epigrammen uit de periode tussen de 7e eeuw v.Chr. en de 6e eeuw na Chr. Ze compileert werk van meer dan driehonderd auteurs. In haar huidige vorm bestaat de Anthologia Graeca uit de 3700 epigrammen die zijn verzameld in een manuscript uit de jaren 930-980 (de zogenaamde Anthologia Palatina), aangevuld met 388 epigrammen uit een handschrift van 1301 (de zogenaamde Anthologia Planudea, gebruikt om lacunes aan te vullen).

## Ontstaan
Het verzamelen van Griekse epigrammen begon al in de oudheid. De belangrijkste verzameling uit de tijd van het hellenisme was die van Meleager van Gadara (ca. 70 v.Chr.). Met zijn Stephanos ('Krans') maakte hij een bloemlezing van epigrammen vanaf de oudste tijd. Philippus van Thessalonike maakte ca. 40 n.Chr. een aanvulling tot zijn eigen tijd die hij eveneens Stephanos noemde. Hun bloemlezingen waren alfabetisch op schrijversnaam geordend. Halverwege de zesde eeuw maakte de Byzantijn Agathias een bloemlezing die naar onderwerp was ingedeeld. Deze drie verzamelingen gebruikte Constantinus Cephalas, de belangrijkste geestelijke (protopapas) aan het Byzantijnse hof, ca. 900 voor een enorme bloemlezing, die hij verder aanvulde met werk van afzonderlijke dichters. Hij heeft zijn verzameling grotendeels naar de stof ingedeeld, maar delen van zijn verzameling waren toch nog alfabetisch geordend.
Op de verzameling van Cephalas berusten de getuigen die voor ons bewaard zijn gebleven. In 1299 voltooide de monnik Maximus Planudes zijn bloemlezing in zeven boeken, de Anthologia Planudea. Dit werk was lange tijd de enige bron voor epigrammen en werd beschouwd als de Anthologia Graeca, totdat Salmasius in 1606 in de Bibliotheca Palatina in Heidelberg een manuscript vond dat veel meer epigrammen bevatte en dit bovendien in een vorm die niet om moralistische redenen was aangepast. In deze zogenaamde Anthologia Palatina, een 10e-eeuws manuscript van 709 pagina's waarin de hand van vier scribenten en een corrector te herkennen is, zijn ook scholia aangebracht (aantekeningen in de kantlijn). Het bestaat uit 15 boeken met in totaal ca. 3.700 epigrammen. In het vierde boek staan de inleidingsgedichten van de verzamelingen van Meleager, Philippus en Agathias.
Moderne uitgaven van de epigrammen nemen doorgaans de Anthologia Palatina als basis waaraan een zestiende boek is toegevoegd met 388 epigrammen die wél in de Anthologia Planudea staan en niet in de Anthologia Palatina. De gezamenlijke uitgave van de twee anthologieën wordt doorgaans Anthologia Graeca genoemd.

## Inhoud
De Griekse Anthologie bevat epigrammen van zo'n 300 dichters en omspant meer dan 1.200 jaar. Tot de oudste epigrammen behoren die van Simonides en Anacreon uit de zesde eeuw v.Chr. Zeer veel epigrammen stammen uit de hellenistische tijd – waaronder epigrammen van de beroemde dichters Callimachus en Theocritus –  maar er zijn ook 82 epigrammen van Paulus Silentiarius, een hoffunctionaris van keizer Justinianus I uit de zesde eeuw n.Chr.
Uit de hellenistische tijd worden tot de beste epigrammendichters in de verzameling gerekend: Asclepiades van Samos (actief ca. 320-290 v.Chr.), die liefdesepigrammen op vrouwen en knapen schreef, Anyte van Tegea (ca. 300 v.Chr.), die onder meer bucolische epigrammen en grafepigrammen voor jong gestorven vrouwen en dieren schreef, Leonidas van Tarente (gestorven in 260 v.Chr.), die zich specialiseerde in gefingeerde wijepigrammen van eenvoudige boeren of jagers aan de goden, Antipater van Sidon (2e eeuw v.Chr.) en Meleager van Gadara (130-60 v.Chr.), die met zo'n 130 epigrammen over wijn en liefde in de Anthologie is vertegenwoordigd. 
Enkele belangrijke dichters uit de Romeinse tijd zijn: Crinagoras van Mytilene, een dichter uit de eerste eeuw v.Chr. die tot de clientèle van Octavia, de zuster van Augustus behoorde, en de traditionele stof van het epigram uitbreidde naar het heel dagelijkse leven, Marcus Argentarius, van wie 37 epigrammen zijn opgenomen, Lucillius, een dichter uit de tijd van keizer Nero, van wie zo’n 130 spotepigrammen in de Anthologie zijn opgenomen, Strato van Sardis (begin 2de eeuw), van wie zo’n 100 pederastische epigrammen bewaard zijn, en Mesomedes van Kreta, die vrijgelatene van keizer Hadrianus was.
In de eerste vijftien boeken, de eigenlijke Anthologia Palatina dus, is de inhoud naar onderwerp geordend. Het zestiende boek vult de lacunes aan met 388 epigrammen uit de zeven boeken van de Anthologia Planudea:
1. Christelijke epigrammen
2. Christodoros’ ekphrasis van de standbeelden in de Baden van Zeuxippos
3. Epigrammen uit Kyzikos
4. Prooimia
5. Liefdesepigrammen van verschillende dichters
6. Epigrammen bij wijgeschenken
7. Grafepigrammen
8. Excerpt uit de gedichten van Gregorius van Nazianze
9. Epideiktische epigrammen
10. Aansporende epigrammen
11. Drink- en spotepigrammen
12. Epigrammen op de pederastische liefde (Paidike Mousa van Strato van Sardeis)
13. Epigrammen in verschillende metra
14. Aritmetische vraagstukken en raadsels
15. Gemengde epigrammen, voornamelijk boekepigrammen
16. Epigrammen van de Anthologia Planudea die niet in de Anthologia Palatina voorkomen

## In Nederlandse vertaling
Verschillende bundels brengen een selectie uit de Anthologia Graeca:
- Krekels in olijventuinen (1963): tweetalige editie met 101 vertalingen door diverse auteurs, onder wie Ida Gerhardt en J.P. Guépin
- Marietje d'Hane-Scheltema
  - Anthologia Palatina. De spiegel van Laïs (1965)
- Charles Vergeer
  - Strato van Sardeis, Knapenliedboek (1976)
- Paul Claes
  - De Griekse liefde. Honderd epigrammen uit de Griekse Anthologie (1983)
  - De Griekse liefde. Honderd vijftig epigrammen (1997)
  - Meleagros, Bitterzoete liefde, Griekse epigrammen (2018)
- Marcel Franz Fresco 
  - Doornroosjes. Puntige versjes uit de Palatijnse Anthologie (1991)
- Hélène Nolthenius
  - De cicade op de speerpunt (1992)
- Allard Schröder
  - Palladas, Epigrammen (1998)
- Patrick Lateur
  - Plato, Gedichten (2006)
  - Dichters hebben vele moeders. 150 literaire epigrammen uit de Anthologia Graeca (2007)
  - Hoeders van de wijsheid. Griekse filosofen in 150 epigrammen (2009)
  - Goden. 150 epigrammen uit de Anthologia Graeca (2017)
  - Helden. 150 epigrammen uit de Anthologia Graeca (2019)